# Farkas István (kormányfőtanácsos)
Farkas István (Tiszabercel, 1879. augusztus 3. – ?, Miskolc, 1941. november 9.) miskolci lelkész felsőházi tag, kormányfőtanácsos, lapszerkesztő, a Tiszáninneni református egyházkerület püspöke 1932-től haláláig.

## Élete
Sárospatakon tanult, 1905-ben mezőnyékládházai, 1912-ben miskolci lelkész, 1923-ban alsóborsodi esperes, 1932-ben a tiszáninneni református egyházkerület püspöke lett. Az egyetemes konvent, zsinat és az Országos Református Lelkész Egyesület alelnöke. 

## Művei
Beszédei Te vagy a Krisztus címen jelentek meg. Egyéb munkái: 
- Élő Rákóczi,
- A magyar fajta védelme,
- A mai magyar ifjúság nemzeti öntudata,
- Akarsz e meggyógyulni (imakönyv).